# 2:40-Stunden-Rennen von Road America 2024

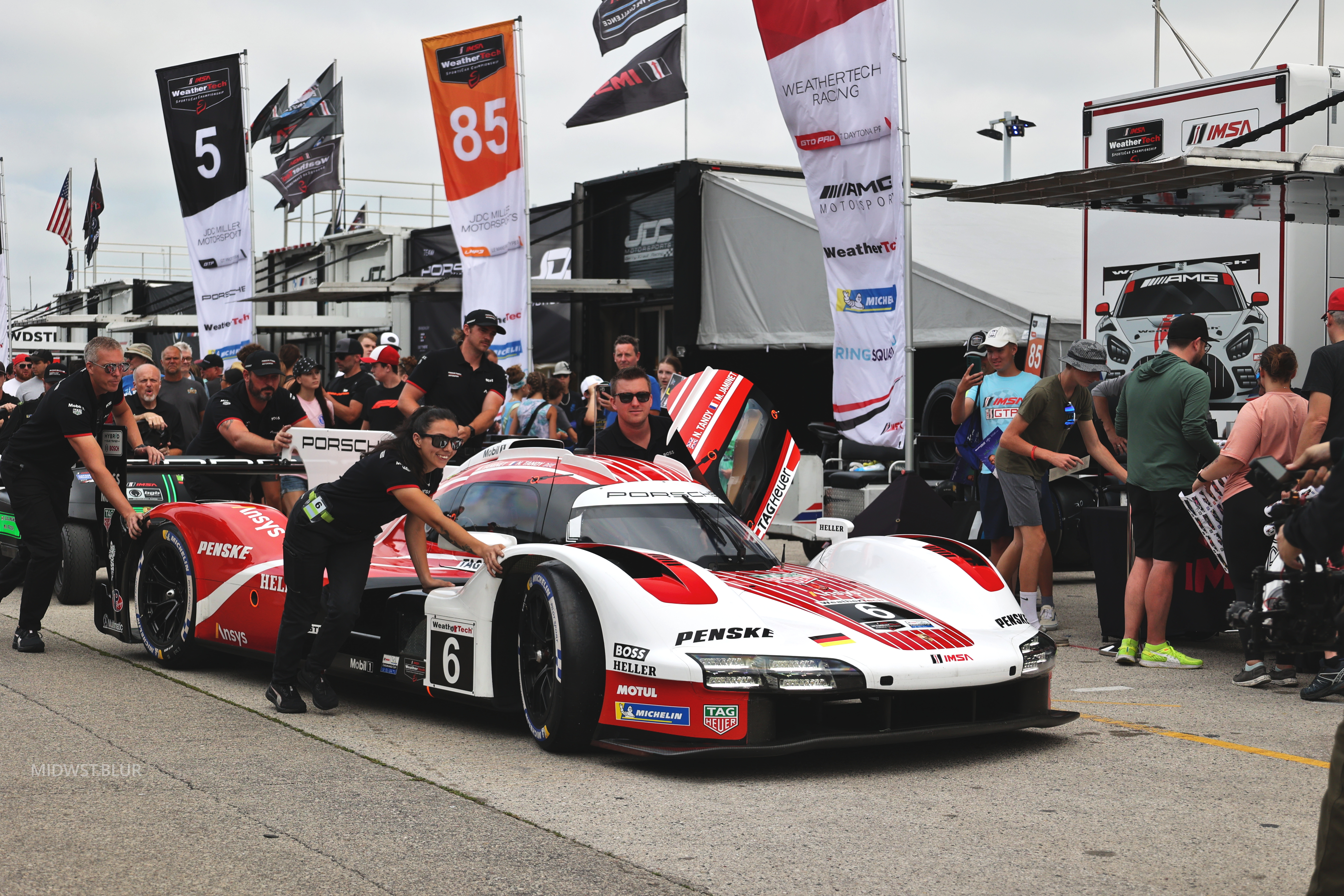
Porsche 963 mit der Startnummer 6 von Mathieu Jaminet und Nick Tandy; hier beim 2:40-Stunden-Rennen von Road America 2023

Das 2:40-Stunden-Rennen von Road America 2024, auch 2024 IMSA SportsCar Weekend, fand am 4. August auf der Rennstrecke von Road America statt und war der achte Wertungslauf der IMSA WeatherTech SportsCar Championship dieses Jahres.

## Das Rennen
Mit einem Doppelsieg der beiden Penske-Porsche 963 endete die 2024er-Ausgabe des Wertungslaufes in Road America. Mathieu Jaminet und Nick Tandy siegten mit dem knappen Vorsprung von 0,390 Sekunden vor ihren Teamkollegen Dane Cameron und Felipe Nasr. Weitere 0,7 Sekunden dahinter kamen Filipe Albuquerque und Ricky Taylor im Acura ARX-06 als Gesamtdritte ins Ziel.

## Ergebnisse

### Schlussklassement
| 1           | GTP     | 6   | Porsche Penske Motorsport                  | Mathieu Jaminet Nick Tandy              | Porsche 963                      | 62 |
| 2           | GTP     | 7   | Porsche Penske Motorsport                  | Dane Cameron Felipe Nasr                | Porsche 963                      | 62 |
| 3           | GTP     | 10  | Wayne Taylor Racing with Andretti          | Filipe Albuquerque Ricky Taylor         | Acura ARX-06                     | 62 |
| 4           | GTP     | 31  | Whelen Cadillac Racing                     | Jack Aitken Luís Felipe Derani          | Cadillac V-Series.R              | 62 |
| 5           | GTP     | 5   | Proton Competition Mustang Sampling        | Gianmaria Bruni Bent Viscaal            | Porsche 963                      | 62 |
| 6           | GTP     | 85  | JDC–Miller MotorSports                     | Tijmen van der Helm Richard Westbrook   | Porsche 963                      | 62 |
| 7           | GTP     | 24  | BMW M Team RLL                             | Philipp Eng Jesse Krohn                 | BMW M Hybrid V8                  | 62 |
| 8           | GTP     | 40  | Wayne Taylor Racing with Andretti          | Louis Delétraz Jordan Taylor            | Acura ARX-06                     | 62 |
| 9           | LMP2    | 2   | United Autosports USA                      | Ben Hanley Ben Keating                  | Oreca 07                         | 62 |
| 10          | LMP2    | 79  | JDC–Miller MotorSports                     | Scott Andrews Gerry Kraut               | Oreca 07                         | 62 |
| 11          | LMP2    | 99  | AO Racing                                  | Paul-Loup Chatin P. J. Hyett            | Oreca 07                         | 62 |
| 12          | LMP2    | 18  | Era Motorsport                             | Ryan Dalziel Stuart Wiltshire           | Oreca 07                         | 62 |
| 13          | LMP2    | 88  | Richard Mille AF Corse                     | Nicklas Nielsen Luís Pérez Companc      | Oreca 07                         | 62 |
| 14          | LMP2    | 8   | Tower Motorsports                          | Charlie Eastwood John Farano            | Oreca 07                         | 62 |
| 15          | LMP2    | 52  | Inter Europol by PR1 Mathiasen Motorsports | Nicholas Boulle Tom Dillmann            | Oreca 07                         | 62 |
| 16          | LMP2    | 33  | Sean Creech Motorsport                     | João Barbosa Tõnis Kasemets             | Ligier JS P217                   | 62 |
| 17          | LMP2    | 20  | MDK by High Class Racing                   | Dennis Andersen Seth Lucas              | Oreca 07                         | 62 |
| 18          | LMP2    | 74  | Riley                                      | Felipe Fraga Gar Robinson               | Oreca 07                         | 62 |
| 19          | LMP2    | 22  | United Autosports USA                      | Paul di Resta Dan Goldburg              | Oreca 07                         | 62 |
| 20          | GTP     | 01  | Cadillac Racing                            | Sébastien Bourdais Renger van der Zande | Cadillac V-Series.R              | 61 |
| 21          | GTD     | 35  | Conquest Racing                            | Giacomo Altoè Daniel Serra              | Ferrari 296 GT3                  | 61 |
| 22          | GTD-Pro | 1   | Paul Miller Racing                         | Bryan Sellers Madison Snow              | BMW M4 GT3                       | 61 |
| 23          | GTD-Pro | 23  | Heart of Racing Team                       | Ross Gunn Alex Riberas                  | Aston Martin Vantage AMR GT3 Evo | 61 |
| 24          | GTD     | 96  | Turner Motorsport                          | Robby Foley Patrick Gallagher           | BMW M4 GT3                       | 60 |
| 25          | GTD     | 70  | Inception Racing                           | Brendan Iribe Frederik Schandorff       | McLaren 720S GT3 Evo             | 60 |
| 26          | GTD-Pro | 77  | AO Racing                                  | Laurin Heinrich Julien Andlauer         | Porsche 911 GT3 R (992)          | 60 |
| 27          | GTD-Pro | 3   | Corvette Racing                            | Antonio García Alexander Sims           | Chevrolet Corvette Z06 GT3.R     | 60 |
| 28          | GTD-Pro | 4   | Corvette Racing                            | Nicky Catsburg Tommy Milner             | Chevrolet Corvette Z06 GT3.R     | 60 |
| 29          | GTD     | 66  | Gradient Racing                            | Stevan McAleer Sheena Monk              | Acura NSX GT3 Evo22              | 60 |
| 30          | GTD     | 57  | Winward Racing                             | Philip Ellis Russell Ward               | Mercedes-AMG GT3 Evo             | 60 |
| 31          | GTD     | 13  | AWA                                        | Matthew Bell Orey Fidani                | Chevrolet Corvette Z06 GT3.R     | 60 |
| 32          | GTD     | 34  | Conquest Racing                            | Albert Costa Manny Franco               | Ferrari 296 GT3                  | 60 |
| 33          | GTD     | 32  | Korthoff Preston Motorsports               | Mikaël Grenier Kenton Koch              | Mercedes-AMG GT3 Evo             | 60 |
| 34          | GTD-Pro | 9   | Pfaff Motorsports                          | Oliver Jarvis Marvin Kirchhöfer         | McLaren 720S GT3 Evo             | 60 |
| 35          | GTD     | 55  | Proton Competition                         | Giammarco Levorato Corey Lewis          | Ford Mustang GT3                 | 60 |
| 36          | GTD Pro | 65  | Ford Multimatic Motorsports                | Joey Hand Dirk Müller                   | Ford Mustang GT3                 | 60 |
| 37          | GTD     | 27  | Heart of Racing Team                       | Roman de Angelis Zacharie Robichon      | Aston Martin Vantage AMR GT3 Evo | 60 |
| 38          | GTD     | 86  | MDK Motorsports                            | Anders Fjordbach Kerong Li              | Porsche 911 GT3 R (992)          | 60 |
| 39          | GTD     | 12  | Vasser Sullivan                            | Frankie Montecalvo Parker Thompson      | Lexus RC F GT3                   | 60 |
| 40          | GTD-Pro | 14  | Vasser Sullivan                            | Ben Barnicoat Jack Hawksworth           | Lexus RC F GT3                   | 60 |
| 41          | GTD-Pro | 64  | Ford Multimatic Motorsports                | Mike Rockenfeller Harry Tincknell       | Ford Mustang GT3                 | 53 |
| 42          | GTD     | 45  | Wayne Taylor Racing with Andretti          | Danny Formal Sandy Mitchell             | Lamborghini Huracán GT3 Evo 2    | 35 |
| Ausgefallen |         |     |                                            |                                         |                                  |    |
| 43          | GTD     | 023 | Triarsi Competizione                       | Alessio Rovera Onofrio Triarsi          | Ferrari 296 GT3                  | 57 |
| 44          | GTD     | 120 | Wright Motorsports                         | Adam Adelson Elliott Skeer              | Porsche 911 GT3 R (992)          | 46 |
| 45          | GTD     | 78  | Forte Racing                               | Misha Goikhberg Loris Spinelli          | Lamborghini Huracán GT3 Evo 2    | 45 |
| 46          | GTP     | 25  | BMW M Team RLL                             | Connor De Phillippi Nick Yelloly        | BMW M Hybrid V8                  | 29 |
| 47          | LMP2    | 11  | TDS Racing                                 | Mikkel Jensen Steven Thomas             | Oreca 07                         | 27 |

### Nur in der Meldeliste
Zu diesem Rennen sind keine weiteren Meldungen bekannt.

### Klassensieger
| Klasse  | Fahrer          | Fahrer            | Fahrzeug        | Platzierung im Gesamtklassement |
| ------- | --------------- | ----------------- | --------------- | ------------------------------- |
| GTP     | Mathieu Jaminet | Nick Tandy        | Porsche 963     | Gesamtsieg                      |
| LMP2    | Ben Hanley      | Ben Keating       | Oreca 07        | Rang 9                          |
| GTD-Pro | Giacomo Altoè   | Daniel Serra      | Ferrari 296 GT3 | Rang 21                         |
| GTD     | Robby Foley     | Patrick Gallagher | BMW M4 GT3      | Rang 24                         |

### Renndaten
- Gemeldet: 47
- Gestartet: 47
- Gewertet: 42
- Rennklassen: 4
- Zuschauer: unbekannt
- Wetter am Renntag: warm und trocken
- Streckenlänge: 6,515 km
- Fahrzeit des Siegerteams: 2:40:44,592 Stunden
- Gesamtrunden des Siegerteams: 62
- Gesamtdistanz des Siegerteams: 403,930 km
- Siegerschnitt: 210,207 km/h
- Pole Position: Filipe Albuquerque – Acura ARX-06 (#10) – 1:46,601 = 215,951 km/h
- Schnellste Rennrunde: Ricky Taylor – Acura ARX-06 (#10) – 1:50,358 = 212,460 km/h
- Rennserie: 8. Lauf zur IMSA WeatherTech SportsCar Championship 2024